# Hrvatska na Zimskim paraolimpijskim igrama
Hrvatska na Zimskim paraolimpijskim igrama nastupa od 2002. Prije je nastupala kao dio Jugoslavije.

## Osvojene medalje
| Natjecanje           | Broj natjecatelja | Medalje | Medalje | Medalje | Medalje |
| -------------------- | ----------------- | ------- | ------- | ------- | ------- |
| Natjecanje           | Broj natjecatelja | Zlato   | Srebro  | Bronca  | Ukupno  |
| 2002. Salt Lake City | 2                 | 0       | 0       | 0       | 0       |
| 2006. Torino         | 1                 | 0       | 0       | 0       | 0       |
| 2010. Vancouver      | 4                 | 0       | 0       | 0       | 0       |
| 2014. Soči           | 2                 | 0       | 0       | 0       | 0       |
| 2018. Pyeongchang    | 7                 | 1       | 0       | 1       | 2       |
| Ukupno               | Ukupno            | 1       | 0       | 1       | 2       |

## Popis osvajača medalja
| Medalja | Športaš        | Igre              | Šport           | Disciplina       |
| ------- | -------------- | ----------------- | --------------- | ---------------- |
| zlato   | Dino Sokolović | 2018. Pyeongchang | alpsko skijanje | slalom – sjedeći |
| bronca  | Bruno Bošnjak  | 2018. Pyeongchang | snowboard       | paralelni slalom |